# UEFS Cup
La UEFS Cup è la seconda competizione internazionale per club di calcio a 5 organizzata dalla Union Europea de Futsal a partire dal 1995.
Nonostante le sedi si siano distribuite praticamente in egual numero tra paesi dell'est e penisola iberica, la competizione è stata sempre dominata dalle formazioni dell'Ex Unione Sovietica che hanno vinto tutte le edizioni di tale manifestazione.

## Edizioni
| Anno e Ospitante              |                         | Podio                       | Podio                      | Podio |
| Anno e Ospitante              | Prima                   | Seconda                     | Terza                      |       |
| ----------------------------- | ----------------------- | --------------------------- | -------------------------- | ----- |
| 1995 Sines, Portogallo        | Poligran Moskva         | Tenagil Badajoz             | G.D. Do Encarnados         |       |
| 1997 Alcúdia, Spagna          | Fiesta-Atlan Kingisepp  | Pretensats Ferriol Mallorca | Vix Zilina                 |       |
| 1998 Nerungi, Russia          | Koncentrat Nerungi      | Perpetuum Bratislava        | Ajax Kenitra               |       |
| 2000 Mosca, Russia            | Poligran Moskva         | G.D.R. Palhais              | Energetik Novolukoml       |       |
| 2001 Alicante, Spagna         | Universitet Vitebsk     | Juve Bratislava             | Gest Alonso Expert Corbeta |       |
| 2002 Baranovichi, Bielorussia | Impuls Yakutsk          | Mima-Mizuno Trnava          | Poligran Moskva            |       |
| 2003 Mosca, Russia            | Poligran-Vnukovo Moskva | Amsa FC                     | Universitet Vitebsk        |       |
| 2004 Badajoz, Spagna          | Dinamo Moskva           | SEF Minsk                   | Antimuf                    |       |

## Statistiche per squadra
| Vittorie | Squadra                | Anno/i           |
| -------- | ---------------------- | ---------------- |
| 3 volte  | Poligran Moskva        | 1995, 2000, 2003 |
| 1 volte  | Fiesta-Atlan Kingisepp | 1997             |
| 1 volte  | Koncentrat Nerungi     | 1998             |
| 1 volte  | Universitet Vitebsk    | 2001             |
| 1 volte  | Impuls Yakutsk         | 2002             |
| 1 volte  | Dinamo Moskva          | 2004             |